# Maria Hartl
Maria Elisabeth Hartl (* 4. April 1916 in Uderwangen, geb. Witt; † 14. Oktober 1996 in Nürnberg; Pseudonym: M. E. v. Uderwangen) war eine deutsche Landschaftsmalerin und Schriftstellerin.

## Leben
Maria Witt wurde am 4. April 1916 in Uderwangen, Kreis Preußisch Eylau geboren und 1945 aus Posen vertrieben. Bis 1987 lebte sie in Ludwigshafen-Bodmann am Bodensee, anschließend in Nürnberg. Sie war in erster Ehe mit Albert Hartl verheiratet und nach dessen Tod heiratete sie Wolfgang Wirges aus Nürnberg. Sie wurde als „Bodenseemalerin“ unter dem Pseudonym Maria Elisabeth von Uderwangen bekannt.

## Werke
- Carl von Clausewitz. Persönlichkeit und Stil. Verlag Kunst und Leben, Emden 1956.
- Um des Menschen willen. Ein Lebensbild der Elsa Brandström. Helmut Soltsien Verlag, Hameln 1968.